# Lídia Armengol i Vila
Lídia Armengol i Vila (Andorra la Vella, 13 de setembre de 1948 - Andorra la Vella, 26 de novembre de 1991) fou una política i historiadora andorrana.
Va néixer a cal Farré, al nucli antic d'Andorra la Vella. Va cursar els estudis primaris a l'escola francesa d'Andorra la Vella. Tot seguit va marxar a Perpinyà, on continuà la seva educació al Lycée Jean Lurçat. Va llicenciar-se a la secció espanyola de lletres l'any 1971. L'any següent aconseguiria la Maîtrise d'Enseignement en aquesta mateixa universitat. El 1978 rep el Diploma d'Estudis Aprofundits (DEA) en l'especialitat d'Estudis Andorrans a la Universitat de Perpinyà. L'any 1984 demana una excedència laboral per tal de poder realitzar un curs de demografia històrica a l'École d'Hautes Études de Sciencies de París.
Fou una gran impulsora del procés d'andorranització del país. L'any 1973 és nomenada responsable de l'Assessoria Pedagògica, conjuntament amb Antoni Morell i Mora,posteriorment fou nomenada secretària general del Departament de Qüestions Socials, per acabar ocupant la direcció del Departament d'Educació, Cultura i Esports.
L'any 1975 crea la Biblioteca Nacional d'Andorra i els Arxius Nacionals, i un any després crearia l'Institut d'Estudis Andorrans.
Durant el Govern d'Òscar Ribas Reig (1982 – 1984) fou nomenada Directora de Cultura i Belles Arts, des de la qual impulsaria la creació de l'Escola Andorrana. En dur-se a terme el canvi de Govern, el nou cap de l'administració, Josep Pintat i Solans, li confia el càrrec de secretària general de la Conselleria d'Educació i Cultura. L'any 1990, amb Ribas de nou al Govern és nomenada secretària general adjunta a la Presidència.
Paral·lelament a la seva tasca política va dedicar-se molt activament a la recerca històrica. En aquest sentit va editar nombroses obres, i va ser mereixedora del Premi Principat d'Andorra 1987, amb l'obra titulada Comportaments socials i mentalitats col·lectives.
Lídia Armengol va morir a l'Hospital Nostra Senyora de Meritxell d'Andorra la Vella el 26 de novembre de 1991, després d'una llarga malaltia detectada el 12 d'agost de l'any anterior, i de la que ja havia estat intervinguda quirúrgicament. El seu funeral se celebrà el 27 de novembre a l'església parroquial de Sant Esteve d'Andorra la Vella, i van assistir més d'un miler de persones.

## Llegat
L'any 1998 el Govern d'Andorra i l'Institut d'Estudis Andorrans editaren un llibre en la seva memòria on es recopilava el punt de vista sobre la seva figura de nombroses personalitats que l'havien conegut tant en la seva vessant personal com professional.
El Servei de Política Lingüística del Govern d'Andorra convoca cada any un ajunt per a la investigació lingüística que porta el seu nom.
El 2007 la revista Àgora Cultural li dedicà un monogràfic, que compartí amb el llavors també desaparegut Manel Mas i Ribó, amic personal i company de Govern.
L'any 2012 la festa major d'Andorra la Vella s'inaugurà amb la inauguració d'una plaça que porta el seu nom, situada al carrer Prat de la Creu, sota la nova seu del Consell General.

## Selecció bibliogràfica
- 1978 Andorra... fa temps : (1a i 2a sèrie). Prades: Terra Nostra.
- 1978 Materials per una bibliografia d'Andorra. [Andorra]: Institut d'Estudis Andorrans. Centre de Perpinyà.
- 1980 El Consell General (1682-1979): recull cronològic dels patricis andorrans. Amb Manuel Mas i Antoni Morell.
- 1983 Aproximació a la història d'Andorra. Andorra: Institut d'Estudis Andorrans. Centre de Perpinyà.
- 1985 Una mostra del nostre llegat històric: 600 fets institucionals, econòmics i socials.
- 1987 La parròquia d'Ordino al segle xix : estudi demogràfic-històric. [Andorra] : Institut d'Estudis Andorrans. Centre de Perpinyà (ISBN 99913-7-002-1)
- 1988 Comportaments socials i mentalitats col·lectives : els llegats eclesiàstics andorrans del S. XIX. Andorra: Consell General (ISBN 99913-8-002-7)